# Zhu Xun
Zhu Xun (chinesisch 朱训; * 16. Mai 1930 in Funing, Jiangsu) ist ein Politiker der Kommunistischen Partei Chinas (KPCh) in der Volksrepublik China, der unter anderem von 1985 bis 1994 Minister für Geologie und Bodenschätze im Staatsrat der Volksrepublik China, zwischen 1994 und 1998 Generalsekretär des Nationalkomitees der Politischen Konsultativkonferenz des chinesischen Volkes (PKKCV) sowie von 1998 bis 2003 Vorsitzender des Unterausschusses für Hongkong, Macau, taiwanesische Landsleute und Auslandschinesen des Nationalkongresses der PKKCV war.

## Leben
Zhu Xun, der zum Han-Volk gehört, trat bereits als Sechzehnjähriger 1946 der Kommunistischen Partei Chinas (KPCh) bei und wurde als Leiter einer Seifenwerkstatt zur weiteren Schulbildung an die Mittelschule der Zentralchinesischen Hochschule für Bauwesen abgeordnet. Nach einem Studium an der Renmin-Universität China von 1950 bis 1952 absolvierte er ein Studium der Geologie in der Sowjetunion und nahm nach seiner Rückkehr eine Tätigkeit als Techniker im Geologischen Dienst von Nordost-Jiangxi auf. Während der Kulturrevolution wurde er aufs Land geschickt und arbeitete mehrere Jahre als Bauer. Nach seiner Rückberufung wurde er 1971 Chef der Sektion Geologie und mineralische Ressourcen des Geologischen Amtes der Provinz Jiangxi und übernahm später weitere Funktionen im Amt für Geologie dieser Provinz. Zuletzt war er stellvertretender Direktor und stellvertretender Sekretär des Parteikomitees dieses Amtes.
Im Mai 1982 wurde Zhu Vizeminister für Geologie und Bodenschätze und war als solcher zudem stellvertretender Sekretär der Parteiführungsgruppe dieses Ministeriums. Daneben wurde er auf dem 12. Parteitag der Kommunistischen Partei Chinas (1. bis 12. September 1982) Kandidat des Zentralkomitee der Kommunistischen Partei Chinas (ZK der KPCh) und hatte diese Funktion bis 1987 inne. Im September 1985 wurde er schließlich als Nachfolger von Sun Daguang selbst Minister für Geologie und Bodenschätze sowie zugleich Sekretär der Parteiführungsgruppe der KPCH dieses Ministeriums und hatte beide Funktionen bis zu seiner Ablösung durch Song Ruixiang im Mai 1994 inne. Er war des Weiteren Präsident oder Vizepräsident mehrerer Bergbau- und geologiebezogener Organisationen. Auf dem 13. Parteitag der KPCh (25. Oktober bis 2. November 1987) wurde er erstmals Mitglied des ZK der KPCh und gehörte diesem Parteigremium nach seiner Wiederwahl auf dem 14. Parteitag der KPCh (12. bis 19. Oktober 1992) bis 1997 an.
Nach seinem Ausscheiden aus dem Staatsrat war Zhu zwischen März 1994 und März 1998 Generalsekretär des Nationalkomitees der Politischen Konsultativkonferenz des chinesischen Volkes (PKKCV). In der darauffolgenden neunten Legislaturperiode war er Mitglied des Ständigen Ausschusses sowie zugleich Vorsitzender des Unterausschusses für Hongkong, Macau, taiwanesische Landsleute und Auslandschinesen des Nationalkongresses der PKKCV. Auf dem 15. Parteitag der KPCh (12. bis 19. September 1997) nochmals Delegierter.

## Veröffentlichungen
- 《中华人民共和国地质矿产史》Zhōnghuá rénmín gònghéguó dìzhí kuàngchǎn shǐ („Geschichte der Geologie und Bodenschätze der Volksrepublik China“), 1949–2000
- 《德兴斑岩铜矿》Dé xìng bān yán tóng kuàng („Dexing-Porphyr-Kupfer-Mine“), 1983
- 《地质科学与地矿产业》Dìzhí kēxué yǔ dì kuàng chǎnyè („Geologische Wissenschaft und geologische und Bergbauindustrie“), 1997
- 《朱训论文选》Zhū xùn lùnwén xuǎn („Ausgewählte Schriften von Zhu Xun“), 2003
- 《朱训论文选. 自然辩证法卷》Zhū xùn lùnwén xuǎn. Zìrán biànzhèngfǎ juǎn („Ausgewählte Aufsätze von Zhu Xun. Dialektik der Natur“), 2011

in englischer Sprache
- Mineral facts of China, 2002